# Ole Sverre

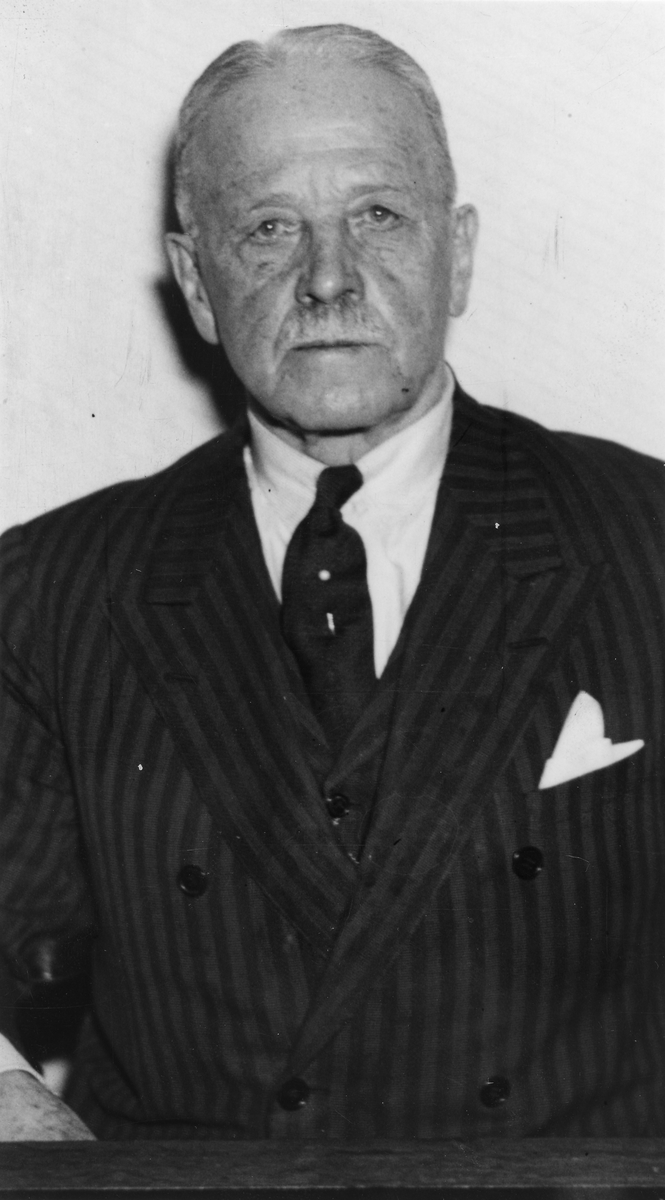
Ole Sverre.

Ole Anders Sverre, född 7 juni 1865 i Fredrikstad, död 31 januari 1952 i Oslo, var en norsk arkitekt. 
Sverre studerade i Trondheims tekniska skola och vid tekniska högskolan i Berlin. Han ägnade sig särskilt åt nationell norsk träarkitektur, förestod bygget av Holm Munthes för kejsar Vilhelm II komponerade norska byggnader i Rominten (i Ostpreussen) och utförde Holmenkollens turisthotells nybyggnad efter dess första brand (det brann åter sommaren 1914). Bland hans övriga arbeten är Ås lantbruksskola och – på ett helt annat område – ombyggnaden av Grand Hotel i Oslo.